# Wialikaje Zapatoczcza
Wialikaje Zapatoczcza (biał. Вялікае Запаточча; ros. Большое Запоточье; pol. hist. Zapotocze) – wieś na Białorusi, w obwodzie mohylewskim, w rejonie mohylewskim, w sielsowiecie Siemukaczy, nad Arlanką.
W XIX w. wieś i majątek ziemski od 1881 będący własnością Kopystyńskich. Do 1917 położone było w Rosji, w guberni mohylewskiej, w powiecie bychowskim. Następnie w granicach Związku Sowieckiego. Od 1991 w niepodległej Białorusi.